# 미스터Q
《미스터Q》는 SBS에서 제작,방영한 18부작 수목 드라마이다. 1998년 5월 20일부터 1998년 7월 16일까지 방영했다. 허영만의 인기 만화를 원작으로, "라라" 패션회사를 배경으로 경쟁에서 패배한 낙오자로 여겨졌던 인물들이 자신의 숨겨져 있던 능력들을 발휘, 재기하는 성공스토리를 그려냈다.
김희선의 수많은 대표작 중 하나로, 이 작품을 통해 1998년 SBS대상을 수상했다.
송윤아는 이전 인지도가 미미 했었는데 이 작품에서 악녀 역할을 맡으면서 주가가 폭등하며 A급 스타가 되기에 이른다.
한편, 이 작품은 당초 16부작으로 기획됐으나 후속작 홍길동의 캐스팅 문제 탓인지 2부 늘린 18회로 막을 내렸다.
아울러, 일본 만화 해피를 표절했다는 의혹이 제기된 바 있었다.

## 등장 인물
- 김민종: 라라패션 개발과 신입사원, 이강토 역
- 김희선: 라라패션 디자인실 사원-> 개발과 사원, 한해원 역[3]
- 송윤아: 라라패션 디자인실 황주리 실장 역
- 권해효: 라라패션 개발과 고광렬 대리 역
- 명계남: 라라패션 황천박 전무 역
- 박광정: 라라패션 기획조정실 박대만 실장 역
- 최정윤: 라라패션 개발과 사원, 정나래 역
- 조혜련: 라라패션 개발과 사원, 오순심 역
- 정원중: 라라패션 개발과 변태섭 대리 역
- 차광수: 라라패션 개발과 우충근 과장 역
- 박영지: 라라패션 나승태 상무 역
- 이낙훈: 라라패션 대표이사 윤상대 회장 역
- 조형기: 본사 경비실장 역
- 최윤영: 어릴때 입양되었던 해외거래처 바이어 역
- 정명현: 중국집 배달원 역. 광고전문가가 운영하는 노점상을 도와줌
- 황미선: 김씨 부산의 봉제 인형 봉제공장의 경리사원
- 김명민: 광고회사 직원 역
- 김단비: 김단비 역
- 권민중: 패션디자이너 한해원의 친구 윤나경 역
- 장동건: 구태랑 역
- 김석훈: 강철 역
- 김상경: 월드패션의 기획실장 박세빈 역
- 이진아
- 이기열
- 김명국
- 조성범
- 최용민
- 홍순창
- 문회원
- 남영진
- 오아랑
- 김용현
- 김유철
- 김민조
- 김남진
- 이승형
- 민경조
- 공형진 : 한기호 역
- 김희정 : 한기호의 연인 정경애 역
- 김지은
- 정욱
- 원기준
- 박형재
- 권도경
- 윤기원
- 장은비
- 임채연
- 김충렬
- 김영철 : 박 대리 역
- 고미영 : 미싱사 역
- 송지은 : 패션회사 '월드패션'의 모델 역
- 송희아
- 이태란
- 양은용
- 조선주
- 김미희
- 방경림
- 김주혁
- 조권탁
- 박미영
- 박윤현
- 이희정
- 황정미

## OST
| #   | 제목                   | 가수            | 재생 시간 |
| --- | ---------------------- | --------------- | --------- |
| 1.  | 〈오직 너에게만〉      | 이재형          |           |
| 2.  | 〈다시 내게로〉        | Various Artists |           |
| 3.  | 〈늘 아침처럼〉        | 이형석          |           |
| 4.  | 〈여행〉               | Various Artists |           |
| 5.  | 〈그대 빛속에〉        | 임하영 윤사라   |           |
| 6.  | 〈돌아보지마〉         | Various Artists |           |
| 7.  | 〈후애(後愛)〉         | 차니미니        |           |
| 8.  | 〈고백〉               | 어진            |           |
| 9.  | 〈스타트(Start)〉      | Various Artists |           |
| 10. | 〈내 그림자〉          | Various Artists |           |
| 11. | 〈오직 너에게만 Ⅱ〉    | Various Artists |           |
| 12. | 〈늘 아침처럼〉        | Various Artists |           |
| 13. | 〈세상 끝에서의 시작〉 | 김민종          |           |

## 캐스팅에 관해
- 당초 김여경이 황주리 역으로 낙점되었으나 불의의 사고를 당하여[4] 송윤아가 대타로 들어갔다.

## 시청률
당시에 평균 시청률은 35.5%, 최고 시청률 45.3%를 기록하였다.

## 수상
- 1998년 SBS 연기대상 대상 김희선
- 1998년 SBS 연기대상 최우수연기상 김민종
- 1998년 SBS 연기대상 우수연기상 송윤아
- 1998년 SBS 연기대상 남자 조연상 권해효
- 1999년 제35회 백상예술대상 TV부분 인기상 송윤아
- 1998년 제25회 한국방송대상 TV 프로듀서상 장기홍 (해당 작품 外)

## 참고 문헌
- 다음 영화: 미스터Q(1998)